# UTC-3

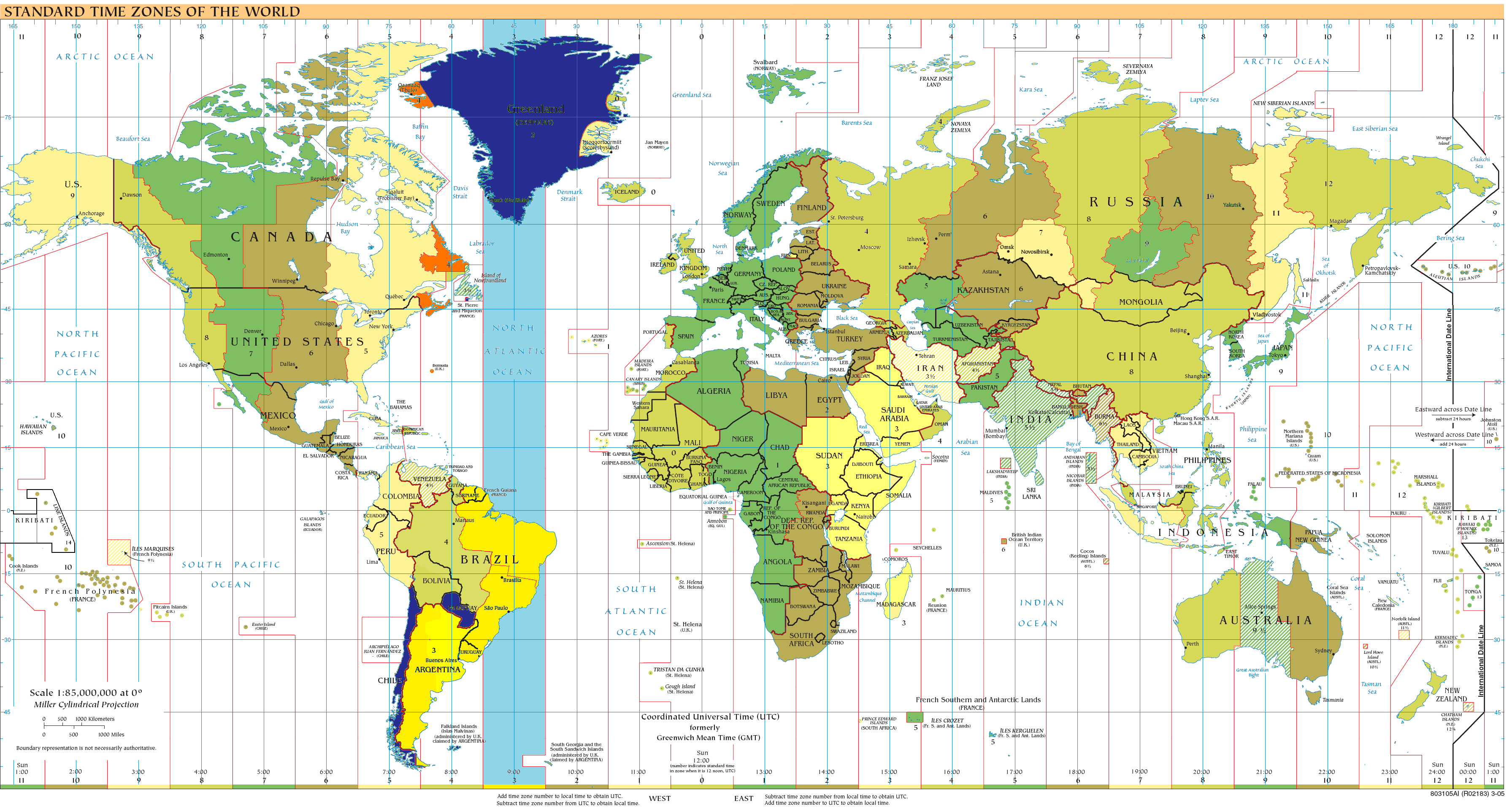
UTC-3: 藍-12月前後に適用、橙-6月前後に適用、濃黄-通年適用、水色-海域

UTC-3とは、協定世界時を3時間遅らせた標準時である。

## 該当地域

### 標準時（通年）
- アルゼンチン
- ウルグアイ
- スリナム
- チリ
  - アイセン・デル・ヘネラル・カルロス・イバニェス・デル・カンポ州
  - マガジャネス・イ・デ・ラ・アンタルティカ・チレーナ州
- フォークランド諸島（イギリス領）
- ブラジル（ブラジリア時間）
  - アラゴアス州
  - アマパ州
  - エスピリトサント州
  - ゴイアス州
  - サンタカタリーナ州
  - サンパウロ州
  - セアラ州
  - セルジッペ州
  - トカンチンス州
  - バイーア州
  - パラ州
  - パライバ州
  - ピアウイ州
  - パラナ州
  - ブラジリア連邦直轄区
  - ペルナンブーコ州
  - マラニョン州
  - ミナスジェライス州
  - リオグランデドスル州
  - リオグランデドノルチ州
  - リオデジャネイロ州
- フランス領ギアナ
- 南極
  - ロゼラ基地（英語版）

### 標準時（北半球冬）
- サンピエール島・ミクロン島（フランス領）

### 夏時間（北半球）
- 大西洋夏時間 - ADT
  -  カナダ
  - ケベック州のうち、マドレーヌ諸島
    - ニューファンドランド・ラブラドール州
      - ラブラドール地方（南東部を除く）

    - ニューブランズウィック州
    - ノバスコシア州
    - プリンスエドワードアイランド州

  -  グリーンランド
    - チューレ空軍基地

  -  バミューダ（イギリス領）

### 夏時間（南半球）
- チリ
  - マガジャネス・イ・デ・ラ・アンタルティカ・チレーナ州を除く大陸部
- パラグアイ
- 南極
  - パーマー基地（英語版）

## 歴史
ブラジルのパラ州、シングー川以西の地域は2008年にUTC-4からUTC-3に変更になった。
ブラジルのバイーア州は2010-2011年の夏までは夏時間を採用していなかった。2011年-2012年の夏に夏時間 UTC-2 が採用されたが、1年で戻された。
アルゼンチンは2008-2009年の夏に夏時間 UTC-2 を行っていたが、翌夏以降、夏時間を採用していない。同国サンルイス州は2009年10月10日に、UTC-4から UTC-3 への時間帯変更を行った。ただし、同州のそれは夏時間であって2010年4月に UTC-4 に戻ったとの情報もある。
グリーンランドの大部分の地域では、2023年10月29日以前は冬時間としてUTC-3を採用していたが、同日冬時間をUTC-2へ変更した。